# Didunculus
Didunculus (Tandduiven) is een geslacht van vogels uit de familie duiven (Columbidae).

## Soorten
Het geslacht kent slechts één soort plus een uitgestorven soort:
- †Didunculus placopedetes – Tongaanse tandduif[1]
- Didunculus strigirostris – Tandduif[2]